# Zack Knight
Zack Knight (nacido el 22 de noviembre de 1991) es un cantante y compositor británico-paquistaní . Anteriormente conocido por el nombre artístico Zeekay (antes de 2011), Knight es conocido por canciones como " Bom Diggy ", " Ya Baba ", "Galtiyan", "Nakhre" y "Enemy".

## Vida y carrera
Knight nació en Grimsby, Lincolnshire, Inglaterra, de madre paquistaní y padre de ascendencia africana. Se mudó a Haywards Heath en 1999, estudió en Oathall Community College y estuvo presente durante la visita a la escuela del entonces Príncipe Carlos. Describe su música como un estilo infundido de R&B con un sonido cruzado, con influencias de Bollywood y Medio Oriente. Knight cita a Michael Jackson, Boyz II Men y Usher como las principales inspiraciones detrás de su música.También produce, compone y diseña su propia música.Knight es un artista multilingüe que encadena letras en inglés, urdu, punjabi e hindi, así como elementos de árabe y bengalí.

### 2007–10: Los años de Zeekay
Operando bajo el nombre artístico 'Zeekay'/'Zee Kay', Knight comenzó su carrera principalmente como compositor, escribiendo canciones para artistas como Tinie Tempah, Ginuwine, Stylo G, IYAZ y varios concursantes de Factor X. Su primer gran éxito fue escribir el sencillo "Baby (Dil Deewana)", para el artista estadounidense de R&B Ginuwine, lanzado en 2007. Poco después, comenzó a producir él mismo varios sencillos de R&B/Hip-hop; su sencillo debut My Moment (producido por Pcru, Flipnotez), lanzado en 2008, alcanzó el tercer lugar en las listas de R&B de Myspace, lo que en consecuencia lo llevó a conseguir un contrato de producción con "Mr Skills, creador de Big Brova's, con quien había estado trabajando en su álbum debut.  A partir de aquí, Knight produjo varios otros sencillos a lo largo de 2 años, incluidos "In Denial (que interpretó en varios shows en vivo), Love U Right con Tinie Tempah, Save It y Inspiración
Knight apoyó a artistas como Taio Cruz, Mario y Jessie J en conciertos y espectáculos en vivo. Paralelamente, estudiaba la Licenciatura en Economía, que tuvo que suspender para poder concentrarse en sus aspiraciones musicales. Finalmente se graduó; sin embargo, después de 2010, tuvo que cambiar el nombre de su música de su nombre artístico/alias, Zeekay, a su nombre real, Zack Knight, como todavía se le conoce ahora.

### 2011-14: Renovación de marca, portadas y álbumes
Después de 2010, Knight, que ahora opera sin su nombre artístico/alias, produjo varios sencillos y álbumes. Como resultado del cambio de marca, ahora estaba trabajando con diferentes artistas y productores, por lo que su estilo de música cambió, con un enfoque menos en la música convencional hip-hop y más en un sonido de música pop. Recibió apoyo regional y nacional con su sencillo debut "All Over Again" en 2012, y su segundo sencillo "Who I Am" también apareció como una de las selecciones "New & Noteworthy" del mes de iTunes, al que siguió su tercer sencillo. sencillo "Cuando me haya ido". (aunque estos tres sencillos luego se incorporaron a su álbum On Repeat, lanzado en 2016). También participó activamente en la producción de sus propias versiones, así como remezclas de canciones populares, en su canal de YouTube.[16] Además de esto, produjo dos álbumes: "Poison In My Sleep" (2014) y "On Repeat" (lanzado en 2016, aunque las canciones se remontan a 2011-12).

### 2014-presente
En 2014, Knight firmó un acuerdo con T-Series. Bajo este sello discográfico, produjo varios sencillos populares, incluidas canciones como "Dheere", "Nakhre", "Enemy", "Looking For Love" y "Tere Naam", la mayoría de las cuales encabezaron las listas de BBC Asian Network. Colaboró con varios artistas de alto perfil dentro de la industria de redes asiáticas de la BBC, incluidos Raxstar y Jasmin Walia, entre otros. También ha colaborado con artistas fuera del Reino Unido, como el rapero Badshah, el cantante de reproducción Mohammad Irfan y la personalidad estadounidense de YouTube Adam Saleh. Después de ser nombrado Embajador de Música de la BBC en 2017, agotó con éxito las entradas de sus dos giras principales por el Reino Unido el año siguiente.
Durante este período, Knight también escribió y produjo " Bom Diggy ", con Jasmin Walia, acumulando más de 1.100 millones de visitas en YouTube (en abril de 2021).  Esta canción también apareció en la comedia de Bollywood Sonu Ke Titu Ki Sweety (2018), aunque fue una nueva versión. Esto fue acompañado por 2 sencillos que alcanzaron el Top 5 en las listas de R&B de iTunes del Reino Unido ("Ya Baba", "Tears"), 1 Top 10 en la lista de dance de iTunes del Reino Unido ("Love Controller"), tres números uno consecutivos en la lista de descargas de la BBC Asian Network ("Nakhre", "Lamhe", "Enemy"),    y 10 sencillos entre los cinco primeros en las listas mundiales/asiáticas.
Crea remezclas, mashups y popurrís. Sus remezclas suelen seguir el estilo de compilar varias canciones de Bollywood y mezclarlas con fusión de R&B inglés, o hacer covers y remezclas de tipo acústico de canciones populares o de sus propias canciones.   
El 28 de febrero de 2021, Knight lanzó una nueva canción llamada "Para Rum Pa", en colaboración con Jernade Miah y Kayes Rashid, en YouTube, alcanzando más de 200.000 visitas el día de su lanzamiento y más de 1 millón de visitas en 2 semanas. 
El 14 de octubre de 2021, Knight lanzó un álbum de tres pistas titulado 'Dear Dad', en memoria de su amado padre, quien murió en agosto de 2021. Actualmente está trabajando en otro álbum, que se lanzará en diciembre de 2021 llamado ' "Iamzackknight". Su última versión es Kahani Suno 2.0 y Bollywood Medley 9.
En 2022, Knight colaboró con Nora Fatehi para la canción "Dirty Little Secret". 

## Discografía

### Individual
| Título                                         | Año  | Con               | Etiqueta          | Ref.   |
| ---------------------------------------------- | ---- | ----------------- | ----------------- | ------ |
| "Runaway Now"                                  | 2013 |                   | Prestige Records  |        |
| "Smoke & Mirrors"                              | 2013 |                   | Prestige Records  |        |
| "Pyaas"                                        | 2014 | Khiza             | Hi-Tech Music Ltd |        |
| "Tere Naal"                                    | 2014 | Khiza, Soni J     | Hi-Tech Music Ltd |        |
| "Dheere"                                       | 2014 | Khiza, Kumar Sanu | T-Series          |        |
| "Makin 'em Mad"                                | 2014 | Shad Star         | ?                 |        |
| "Who You Are"                                  | 2014 | Kirk Norcross     | ?                 |        |
| "Superhuman Lovers"                            | 2014 | Juvey, Erlando    | Quantize Music    |        |
| "Women"                                        | 2015 | Shide Boss        | Merci Records     |        |
| "Lamhe"                                        | 2015 |                   | Hi-Tech Music Ltd |        |
| "Green Eyes"                                   | 2015 | SCALES            | Mixmash Records   |        |
| "Snap"                                         | 2015 |                   | Quantize Music    |        |
| "MVP"                                          | 2015 | Jernade Miah      | ?                 |        |
| "Looking for Love (Main Dhoondne)"             | 2015 | Arijit Singh      | T-Series          | [ 26 ] |
| "Nakhre"                                       | 2015 |                   | T-Series          | [ 27 ] |
| "Main Aur Tum"                                 | 2015 |                   | T-Series          |        |
| "Queen"                                        | 2015 | Raxstar           | T-Series          |        |
| "Your Name (Tujhe Bhula Diya)"                 | 2015 | Mohit Chauhan     | ?                 |        |
| "Tears"                                        | 2015 | Adam Saleh        | Naz Promotions    |        |
| "Dum Dee Dum"                                  | 2016 | Jasmin Walia      | T-Series          | [ 28 ] |
| "Ishq Mubarak (Refix)" (for Tum Bin II)        | 2016 | Arijit Singh      | T-Series          | [ 29 ] |
| "Enemy"                                        | 2016 |                   | T-Series          | [ 30 ] |
| "Tere Naam"                                    | 2016 |                   | T-Series          | [ 31 ] |
| "BomBae"                                       | 2016 | Fuse ODG, Badshah | Off Da Ground     |        |
| "Ya Baba"                                      | 2016 | Rami Beatz        | Quantize Music    | [ 32 ] |
| "Chahat"                                       | 2016 |                   | Quantize Music    |        |
| "Love Controller"                              | 2016 | Dayne S           | Revolve Records   | [ 33 ] |
| "General"                                      | 2017 | Joe Killington    | Revolve Records   | [ 34 ] |
| "Cry for Me"                                   | 2017 |                   | Revolve Records   | [ 35 ] |
| "Bom Diggy"                                    | 2017 | Jasmin Walia      | Saavn             | [ 36 ] |
| "Gimme That"                                   | 2017 | Adam Saleh        | Naz Promotions    |        |
| "Galtiyan"                                     | 2017 |                   | Quantize Music    | [ 37 ] |
| "Bom Diggy Diggy" (for Sonu Ke Titu Ki Sweety) | 2018 | Jasmin Walia      | T-Series          | [ 38 ] |
| "Till I Met You"                               | 2018 |                   | Revolve Records   | [ 39 ] |
| "Need Your Love"                               | 2018 | Nicolina          | ?                 |        |
| "Instagram Famous"                             | 2018 | Adam Saleh        | Naz Promotions    |        |
| "Thumka"                                       | 2018 | Ayesha Mughal     | Revolve Records   | [ 40 ] |
| "Bills"                                        | 2018 |                   | Revolve Records   |        |
| "Gotta Go"                                     | 2019 |                   | Revolve Records   |        |
| "Angel"                                        | 2019 |                   | Revolve Records   |        |
| "Tumhari Jagga"                                | 2019 |                   | Revolve Records   |        |
| "Dua"                                          | 2020 |                   | Revolve Records   |        |
| "Dil Diya Laya"                                | 2020 |                   | Revolve Records   |        |
| "Crash and Burn"                               | 2020 | Adam Saleh        | Revolve Records   |        |
| "Beautiful To Me"                              | 2020 |                   | Revolve Records   |        |
| "Adhura"                                       | 2020 |                   | Revolve Records   |        |
| "Para Rum Pa"                                  | 2021 | Jernade Miah      | Revolve Records   |        |
| "Armani"                                       | 2021 | Amar Sandhu       | Revolve Records   |        |
| "Ego"                                          | 2021 |                   | Revolve Records   |        |
| "Stand With You"                               | 2021 |                   | Revolve Records   |        |
| "Yaar Tu"                                      | 2022 |                   | Revolve Records   |        |
| "Dirty little secret"                          | 2022 | Nora Fatehi       | Nora Fatehi       |        |

## Premios
| Año  | Nombre del premio                                            |
| ---- | ------------------------------------------------------------ |
| 2015 | Mejor artista revelación, Brit Asia TV Music Awards          |
| 2015 | Premios de medios musicales de Pakistán                      |
| 2017 | Mejor artista urbano asiático, Brit Asia TV Music Awards     |
| 2018 | Mejor director musical, Academia Internacional de Cine Indio |
| 2018 | Álbum del año, Mirchi Music Awards, IN                       |